# Kabinett Salisbury II
Das Kabinett Salisbury II wurde im Vereinigten Königreich Großbritannien und Irland am 3. August 1886 von Premierminister Robert Gascoyne-Cecil, 3. Marquess of Salisbury von der Conservative Party gebildet und löste die Kabinett Gladstone III ab. Es befand sich bis zum 15. August 1892 im Amt und wurde dann durch das Kabinett Gladstone IV abgelöst.

## Kabinettsmitglieder
Dem Kabinett gehörten folgende Mitglieder an:
| Amt                                       | Amtsinhaber                                                                               | Beginn der Amtszeit                            | Ende der Amtszeit                               |
| ----------------------------------------- | ----------------------------------------------------------------------------------------- | ---------------------------------------------- | ----------------------------------------------- |
| Premierminister Außenminister             | Robert Gascoyne-Cecil, 3. Marquess of Salisbury                                           | 3. August 1886                                 | 15. August 1892                                 |
| Erster Lord des Schatzsamtes              | Robert Gascoyne-Cecil, 3. Marquess of Salisbury William Henry Smith Arthur Balfour        | 3. August 1886 14. Januar 1887 6. Oktober 1891 | 14. Januar 1887 6. Oktober 1891 15. August 1892 |
| Außenminister                             | Stafford Northcote, 1. Earl of Iddesleigh Robert Gascoyne-Cecil, 3. Marquess of Salisbury | 3. August 14. Januar 1887                      | 12. Januar 15. August 1892                      |
| Lordkanzler                               | Hardinge Giffard, 1. Baron Halsbury                                                       | 3. August 1886                                 | 15. August 1892                                 |
| Präsident des Geheimen Kronrates          | Gathorne Gathorne-Hardy, 1. Viscount Cranbrook                                            | 3. August 1886                                 | 15. August 1892                                 |
| Lordsiegelbewahrer                        | George Cadogan, 5. Earl Cadogan                                                           | 3. August 1886                                 | 15. August 1892                                 |
| Innenminister                             | Henry Matthews                                                                            | 3. August 1886                                 | 15. August 1892                                 |
| Kolonialminister                          | Edward Stanhope Henry Holland                                                             | 3. August 1886 14. Januar 1887                 | 14. Januar 1887 11. August 1892                 |
| Kriegsminister                            | William Henry Smith Edward Stanhope                                                       | 3. August 1886 14. Januar 1887                 | 14. Januar 1887 11. August 1892                 |
| Minister für Indien                       | Richard Cross, 1. Viscount Cross                                                          | 3. August 1886                                 | 11. August 1892                                 |
| Erster Lord der Admiralität               | George Francis Hamilton                                                                   | 3. August 1886                                 | 11. August 1892                                 |
| Schatzkanzler                             | Randolph Churchill George Goschen                                                         | 3. August 1886 14. Januar 1887                 | 22. Dezember 1886 11. August 1892               |
| Handelsminister                           | Frederick Stanley, 1. Baron Stanley of Preston Michael Hicks Beach                        | 3. August 1886 21. Februar 1888                | 21. Februar 1888 11. August 1892                |
| Kanzler des Herzogtums Lancaster          | Gathorne Gathorne-Hardy, 1. Viscount Cranbrook John James Manners                         | 3. August 1886 16. August 1886                 | 16. August 1886 15. August 1892                 |
| Chefsekretär für Irland                   | Michael Hicks Beach Arthur Balfour                                                        | 5. August 1886 7. März 1887                    | 7. März 1887 9. November 1891                   |
| Minister für Schottland                   | Arthur Balfour                                                                            | 5. August 1886                                 | 11. März 1887                                   |
| Minister ohne Geschäftsbereich            | Michael Hicks Beach                                                                       | 7. März 1887                                   | 21. Februar 1888                                |
| Kommunalminister                          | Charles Ritchie                                                                           | 7. April 1887                                  | 15. August 1892                                 |
| Minister für Landwirtschaft und Fischerei | Henry Chaplin                                                                             | 9. September 1889                              | 11. August 1892                                 |